# Taractrocera ardonia
Taractrocera ardonia là một loài bướm ngày thuộc họ Bướm nhảy. Nó được tìm thấy ở Malaysia, Borneo (Kalimantan, Sarawak, Brunei, Sabah) và miền nam Sulawesi.

## Phụ loài
- Taractrocera ardonia ardonia (Sulawesi và Salayar)
- Taractrocera ardonia sumatrensis Evans, 1926 (Malaysia Peninsula và Borneo).